# Pianoconcert nr. 1 (Prokofjev)
Sergej Prokofjev begon, slechts twintig jaar oud, met het componeren van zijn Eerste pianoconcert in Des majeur (opus 10) in het jaar 1911. In 1912 rondde hij de compositie af. Zijn eerste pianoconcert is met een duur van een kwartier de kortste van zijn vijf voltooide pianoconcerten.
Het concert is als volgt opgebouwd:
1. Allegro brioso
2. Andante assai
3. Allegro scherzando

Het Allegro brioso en het Allegro scherzando delen een grotesk thema in dat in Des-majeur staat geschreven. Het Andante assai doet veel donkerder aan, maar doet zeker niet onder voor de andere twee delen. Mede door het gebruik van blazers doet het Andante assai een gelijkende sfeer oproepen als het Adagio assai uit het latere pianoconcert in G van Maurice Ravel.

## Geschiedenis
Tijdens de afstudeerfinale aan het conservatorium presteerde Prokofjev het om zijn eigen Eerste Pianoconcert voor te dragen. Dit tot grote woede van de directeur van het conservatorium, de componist Aleksandr Glazoenov. Met een uitvoering van zijn pianoconcert aan het conservatorium te Sint-Petersburg in 1914 behaalde Prokofjev behaalde de Anton Rubinsteinprijs. Hij maakte in mei 1912 ook een transcriptie voor twee piano's (de klavierversie) van het concert.

## Gebruikte literatuur
- "Sergei Prokofjev Dagboek 1907-1933 Een keuze" (serie Privé-domein, vertaling door Arie van der Ent), bevat een aantal passages met betrekking tot dit concert.